# Chthonius orthodactylus
Espèce
Synonymes
- Obisium orthodactylum Leach, 1817

Chthonius orthodactylus est une espèce de pseudoscorpions de la famille des Chthoniidae.

## Distribution
Cette espèce se rencontre en Europe et en Tunisie.

## Publication originale
- (en) William Elford Leach, The zoological miscellany : being descriptions of new or interesting animals, vol. 3, Londres, Nodder & Son, 1817, 151 p. (lire en ligne).